# Casa Omedes
La Casa Omedes era una obra de Girona que es trobava en el carrer de Sant Antoni M. Claret núm. 12.
Edificada per Rafael Masó i Valentí es tractava d'una casa unifamiliar de planta baixa entre mitgeres, amb jardí al darrere. Construïda entre 1924 i 1925, fou enderrocada el 1970.